# 坂本尚夫
坂本 尚夫（さかもと たかお、1943年9月14日- ）は、秋田県仙北市出身の薬学者。東北大学薬学部教授、東北大学高等教育開発推進センター長、東北大学大学院薬学研究科長、東北大学副学長、国立薬学部長会議議長などを歴任。東北7県（新潟県を含む）の産学官連携を具現化するための組織、インテリジェント・コスモス研究機構の社長を務めている。

## 経歴
- 1962年 秋田県立角館高等学校卒業
- 1966年 東北大学医学部薬学科卒業
- 1971年　東北大学 薬学博士　論文の名は「炭素-窒素二重結合を有する化合物とジケテンとの反応」[5]。
- 東北大学薬学部助教授
- 1994年 東北大学薬学部教授[1]
- 1999年 東北大学大学院薬学研究科長・薬学部長[1]
- 2005年 東北大学副学長[1]
- 2007年 東北大学を退職し、同大名誉教授。東北大学大学院薬学研究科客員教授[1]
- 2008年 インテリジェント・コスモス研究機構社長[1]

## 著書

### 共著
- 山中宏・日野亨・中川昌子・坂本尚夫『ヘテロ環化合物の化学』（1988年4月、講談社）ISBN 978-4061907546
- 山中宏・日野亨・中川昌子・坂本尚夫『新編ヘテロ環化合物 基礎編』（2004年2月26日、講談社）ISBN 978-4061543287
- 山中宏・日野亨・中川昌子・坂本尚夫『新編ヘテロ環化合物 応用編』（2004年2月26日、講談社）ISBN 978-4061543270
- 坂本尚夫・廣谷功『芳香族ヘテロ環化合物の化学-反応性と環合成』（2008年10月30日、講談社）ISBN 978-4061536838
- 坂本尚夫・廣谷功『新編ヘテロ環化合物 展開編』（2010年11月30日、講談社）ISBN 978-4061543331

## 教育
月刊薬事2001年1月号で、「大学院重点化後の薬学教育および研究」について書いている。2002年11月、東北大学総長補佐及び同大学教育研究センター長、2005年には教務担当の副学長に就任した。2006年には日本薬学会教育賞を受賞している。